# 第35回高松宮杯競輪
第35回高松宮杯競輪（だい35かい たかまつのみやはいけいりん）は、1984年5月31日から6月5日まで、大津びわこ競輪場で行われた。

## 決勝戦
- 中野浩一が2年連続で完全優勝に王手をかけ、悲願の同大会優勝を目指した。これに対し、岡山の2人に国男、健治の山口兄弟がつくという、変則的なフラワーラインが対抗する。しかし、思わぬ事態が待っていた。

6月5日（火）
| 着順      | 車番 | 選手       | 登録地 |
| --------- | ---- | ---------- | ------ |
| 1         | 9    | 佐々木昭彦 | 佐賀県 |
| 2         | 8    | 国松利全   | 岡山県 |
| 3         | 5    | 片岡克巳   | 岡山県 |
| 4         | 4    | 山口国男   | 東京都 |
| 5         | 6    | 佐藤彰一   | 岩手県 |
| 6（落再） | 2    | 井上茂徳   | 佐賀県 |
| 落棄      | 3    | 藤巻昇     | 北海道 |
| 落棄      | 7    | 中野浩一   | 福岡県 |
| 失格      | 1    | 山口健治   | 東京都 |

- 払戻金
  - 連勝単式（枠番連勝単式）　6－6　10020円

## レース概要
ジャン前より、正攻法の片岡に対し、内側に佐々木－中野－井上－藤巻、外側に国松－山口健－山口国－佐藤がぴったりと併走する展開。ジャンが鳴って誘導のピッチが上がり、これを利す片岡が主導権態勢を握った残りあと1周付近で思わぬ事態となる。山口健が中野に対して押圧したところ、中野が転倒。これに井上、藤巻が乗り上げた。
一方、逃げる片岡の番手を、佐々木が国松を捌いて取りきり、国松は佐々木後位の3番手。そして、バック付近から2センターにかけて、佐藤が捲りを放つが、佐々木の横でほぼ一杯となった。直線に入り、片岡、佐々木、さらには中割りを試みる国松の争いとなったが、佐々木が差して優勝。初の特別競輪（現在のGI）制覇となった。2着国松、3着片岡。

## 山口健治に出場停止処分
レース後、中野は鎖骨骨折で全治2ヶ月と診断された。この事態にかんがみ、日本自転車振興会は、中野らを転倒させた山口健治に対し、2ヶ月間の出場停止処分を後に下した。累積事項でもない限り、現在でもこのような処分を下すことは異例であるが、特別競輪決勝という舞台で大量落車が発生したことに加え、中野が当時プロ・スプリントで世界自転車選手権7連覇中であり、これにより同大会への出場ができなくなる恐れがあったことも要因となっている。